# Fiorenzo di Semina
Fiorenzo o Florenzio (fl. V secolo) fu un vescovo africano, venerato come santo dalla Chiesa cattolica.

## Biografia
Le notizie sul suo conto provengono solo da agiografie prive di storicità. Vescovo di Semina, in Nordafrica, soffrì le persecuzioni del re vandalo Unerico per aver partecipato al concilio di Cartagine del 484, sostenendo l'ortodossia cristiana e rifiutando l'arianesimo. Esiliato in Corsica e costretto ai lavori forzati, vi continuò la sua opera apostolica. Pare che in seguito divenne vescovo della diocesi di Nebbio e morì martire.
Sempre secondo le tradizioni, fu inizialmente sepolto nel paesino che da lui prese il nome, San Fiorenzo appunto. Nel 760 il vescovo di Treviso Tiziano, grazie a una visione, ne scoprì le reliquie e le trasferì nella sua città, collocandole nella chiesa di San Giovanni Battista.
Attualmente i suoi resti sono esposti al pubblico culto nel Duomo di Treviso.